# Ferrocarril Gran Oeste Argentino

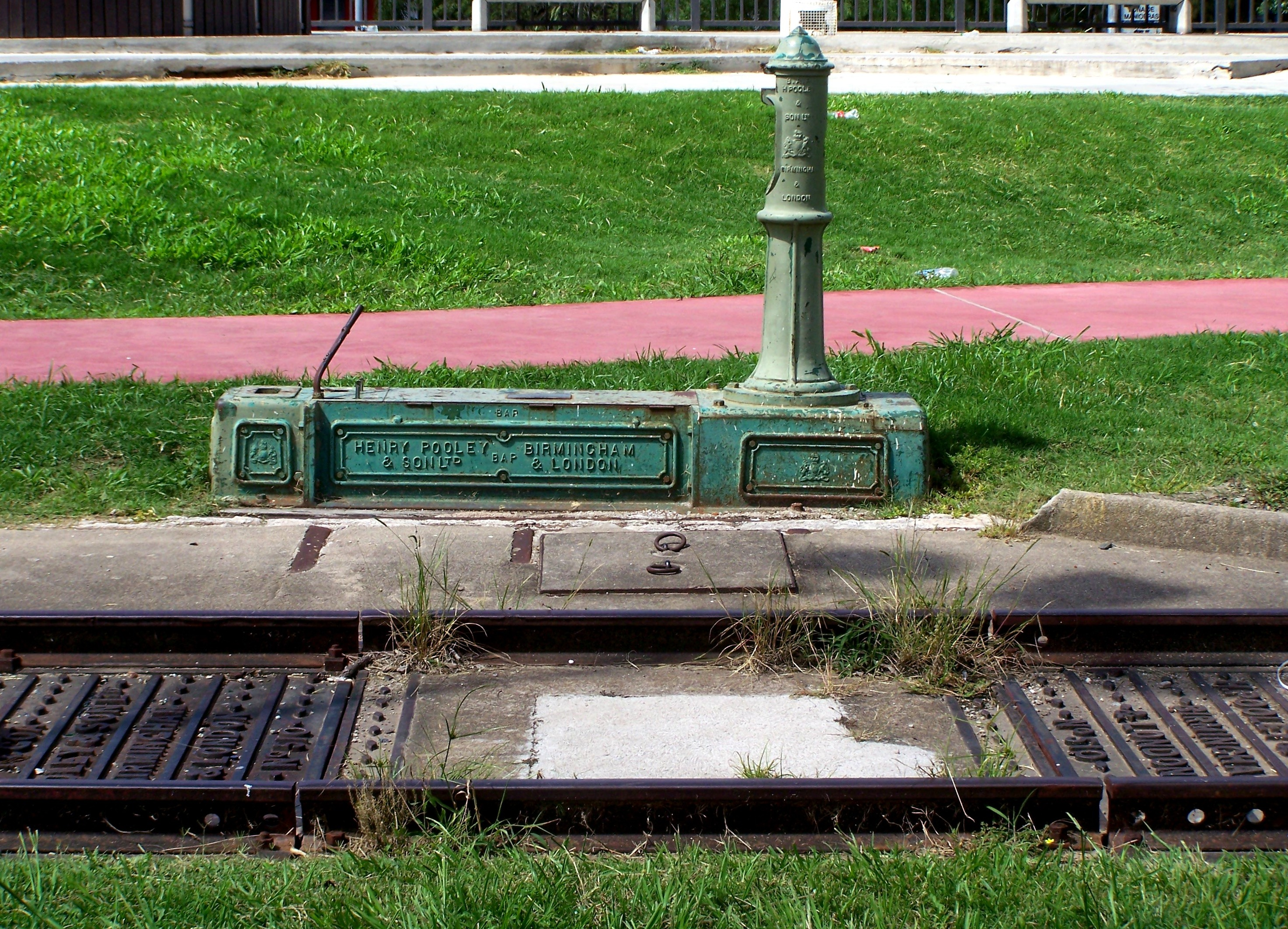
Báscula Henry Pooley & Son Ltd. del F.C.G.O.A. en Villa María, Córdoba.

El Ferrocarril Gran Oeste Argentino (FCGOA) era una compañía de capitales británicos, que hacia el final del siglo XIX operó una red de ferrocarriles de trocha ancha (1,676 m) en la Argentina.
En 1887 se fundó la empresa británica Argentine Great Western (AGW), y el mismo año compró a la compañía estatal Ferrocarril Andino la línea de 518 km que conectaba Villa Mercedes en la Provincia de San Luis con la Ciudad de Mendoza y San Juan.
El FCGOA no construyó ni adquirió más vías hasta entrado el siglo XX. Así es que recién en julio de 1901 se habilita la línea de Luján de Cuyo a General Gutiérrez y el 7 de noviembre de 1903, el ramal de Las Catitas a San Rafael de 184 kilómetros de longitud. 
Con estos ramales en el norte de la provincia de San Luis y hacia el sur en la Provincia de Mendoza, la red del FCGOA se transforma en un sistema regional que satisfacía las necesidades de esta región productora de vino. Como resultado, el tráfico aumentó dramáticamente entre 1895 y 1905. En este tiempo hubo una dura competencia entre esta empresa y el Ferrocarril Buenos Aires al Pacífico. Finalmente, por decreto del 28 de mayo de 1907 se aprueba el convenio mediante el cual el Ferrocarril de Buenos Aires al Pacífico se hace cargo de la administración de este ferrocarril por el término de 20 años.
El gobierno de Juan Domingo Perón con la firma de Miguel Miranda y del representante de las compañías ferroviarias de capital británico, John Montague Eddy, el 13 de febrero de 1947 firmó el acta de compra (Convenio Miranda-Eddy) de los ferrocarriles de propiedad británica, entre ellos el Ferrocarril Buenos Aires al Pacífico. La empresa era dueña además del Ferrocarril Gran Oeste Argentino y del Ferrocarril Villa María a Rufino, cuya fusión no se había producido formalmente, y recibió por todos sus activos 32 959 748 libras esterlinas, de las cuales 9 925 279 correspondieron al Ferrocarril Gran Oeste Argentino. Por decreto nacional n.º 5789/48 de 28 de febrero de 1948 se dispuso que el 1 de marzo de 1948 el Gobierno argentino tomara formal posesión de los ferrocarriles británicos.